# Чешки пилоти от Формула 1
Тази страница представлява списък, който включва всички чешки пилоти, които са вземали участие в световния шампионат на Формула 1, както техните резултати и статистики.

## Първият чешки пилот участвал във Формула 1
| Година | Дата         | Пилот      | Конструктор | Голяма награда | Писта |
| ------ | ------------ | ---------- | ----------- | -------------- | ----- |
| 2001   | 16 септември | Томаш Енге | Прост-Асер  | ГН Италия      | Монца |

## Световни шампиони
- Чешки пилот никога не е печелил световната титла.

## Резултати на чешките пилоти във Формула 1
- до сезон 2022 включително

| N |       | Участия | Победи | ПП | НБО | Точки | Подиуми |
| 1 | Чехия | 3       | –      | –  | –   | –     | –       |
| - | ----- | ------- | ------ | -- | --- | ----- | ------- |

| N | Пилот      | Участия | Победи | ПП | НБО | Точки | Подиуми |
| - | ---------- | ------- | ------ | -- | --- | ----- | ------- |
| 1 | Томаш Енге | 3       | –      | –  | –   | –     | –       |